# Non è perché non si ha nulla da dire che si deve star zitti
Non è perché non si ha nulla da dire che si deve star zitti (C'est pas parce qu'on n'a rien à dire qu'il faut fermer sa gueule !) è un film del 1975 diretto da Jacques Besnard.